# Canovellas
Canovellas (en catalán y oficialmente Canovelles) es un municipio español perteneciente a la provincia de Barcelona, Cataluña, situado en la comarca del Vallés Oriental. Se encuentra situada a unos 2 km de Granollers, la capital comarcal, con la que forma conurbación.

## Demografía
Canovellas cuenta con una población de 17 312 habitantes (INE 2024).
| Gráfica de evolución demográfica de Canovellas entre 1842 y 2021 |
| |
| Población de derecho según los censos de población del INE. Población de hecho según los censos de población del INE.En estos censos se denominaba Canovellas: 1842, 1857, 1860, 1877, 1887, 1897, 1900, 1910, 1920, 1930, 1940, 1950, 1960 y 1970. |

| Entidad de población | Habitantes (2007)[cita requerida] |
| -------------------- | --------------------------------- |
| Les Àligues          | 125                               |
| la Barriada Nova     | 11 786                            |
| Bellulla             | 225                               |
| Can Castells         | 696                               |
| Can Comas            | 14                                |
| Can Diviu            | 1327                              |
| Can Duran            | 668                               |
| Can Quana            | 58                                |
| la Quinta Avinguda   | 111                               |
| la Serra             | 30                                |
| Sanaüja              | 466                               |
| Sant Feliu           | 45                                |
| Tibel                | 149                               |

### Distribución de la población
Los inmigrantes de la última década de siglo XX y sus descendientes viven en su gran mayoría en la Barriada Nova. La población de las primeras olas de inmigrantes de los años 60 y 70 y están moviéndose progresivamente hacia barrios más periféricos. La escasez de viviendas de protección oficial y el alto precio de las viviendas privadas están causando que los jóvenes del municipio estén marchándose a municipios cercanos de la misma comarca como Les Franqueses, La Garriga, Parets, etc.

### Evolución demográfica

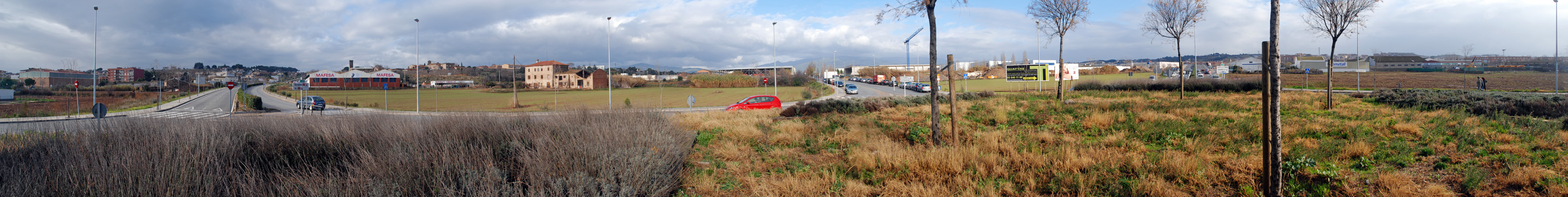
Panorámica de Canovellas en una rotonda de la Ronda Nord, diciembre de 2008.

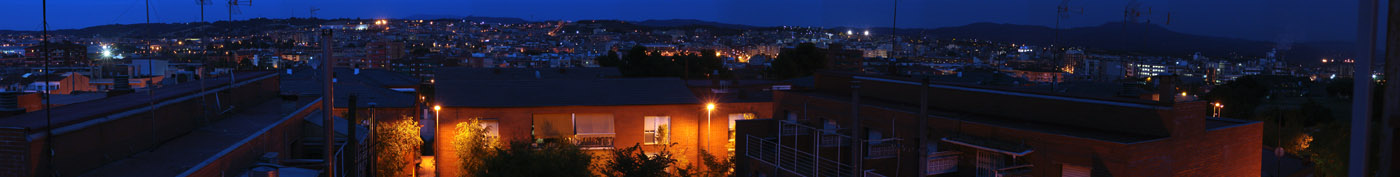
Panorámica de Canovellas y Granollers desde Can Diviu, junio de 2007.

| 1497 | 1515 | 1553 | 1717 | 1787 | 1857 | 1877 | 1887 | 1900 |
| ---- | ---- | ---- | ---- | ---- | ---- | ---- | ---- | ---- |
| 18   | 24   | 23   | 136  | 173  | 303  | 305  | 334  | 335  |

| 1910 | 1920 | 1930 | 1940 | 1950 | 1960 | 1970 | 1981   | 1990   |
| ---- | ---- | ---- | ---- | ---- | ---- | ---- | ------ | ------ |
| 330  | 337  | 505  | 665  | 631  | 3061 | 8100 | 12 093 | 13 165 |

| 1992   | 1994   | 1996   | 1998   | 2000   | 2002   | 2004   | 2006   | — |
| ------ | ------ | ------ | ------ | ------ | ------ | ------ | ------ | - |
| 13 324 | 13 603 | 13 287 | 13 106 | 13 016 | 13 375 | 14 001 | 15 012 | — |

## Economía
Canovellas vio aumentar mucho su población debido a las emigraciones masivas de los años 50 y 60 (siglo XX) desde otras partes de España y a su cercanía respecto a Barcelona. La actividad económica actualmente se basa en el sector servicios y en la industria.
Otro de los polos económicos de la ciudad es el mercado ambulante semanal de los domingos en el que hay más de un centenar de paradas. El mercado de los domingos se centra sobre todo en alimentación, ropa, complementos y diversos aparatos electrónicos.

### Industria
En este municipio se encuentra la sede de una de las empresas más importantes de productos de limpieza de Cataluña, KH Lloreda. Fue fundada en La Garriga.

## Historia
En Canovellas se han encontrado yacimientos arqueológicos de la época neolítica y de la época romana tardía (Domus d'Olivet) especialmente desde que se iniciaron las obras para la construcción de la Ronda Nord, cuando se encontraron restos del 5000 a. C. aproximadamente. El 'Menhir' de ca l'Estrada es la muestra más representativa y una reproducción del mismo se encuentra expuesta en la sala de exposiciones del auditorio de Can Palots.
La primera vez que aparece el término Canovellas es en el año 1008, en un documento donde Ingilberto e Incúncia intercambian cinco piezas de tierra por un monasterio situado en otro lugar perteneciente al abad de Sant Cugat.
Entre 1950 y 1970 llegaron a Canovellas muchas familias de origen extremeño y andaluz multiplicando por veinte la población del municipio. Posteriormente, y desde finales de la década de 1990, están llegando un gran número de marroquíes, africanos y sudamericanos.

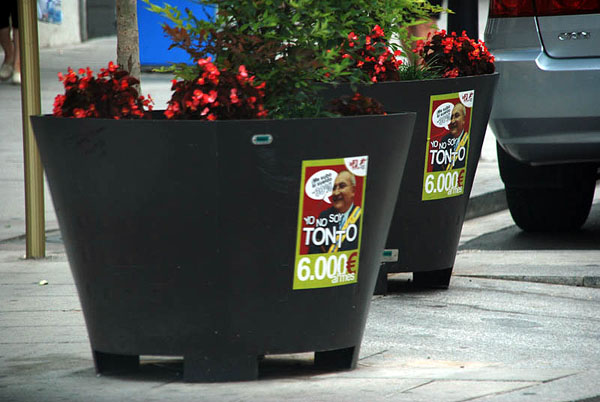
Las polémicas pegatinas que aparecieron en el pueblo criticando la subida de sueldo del alcalde.

Durante la década de 1970 diversos grupos clandestinos de ideología marxista organizaron la lucha contra la dictadura franquista en el municipio, llegando a existir organizaciones de más de un centenar de militantes.
Entre los días 2 y 6 de diciembre de 2022 el auditorio de Can Palots fue la sede del XII Congreso de la Confederación Nacional del Trabajo (CNT).

## Administración
| Periodo   | Nombre                                       | Partido  |
| --------- | -------------------------------------------- | -------- |
| 1979-1983 | Francisco Martos Aguilera                    | PSC-PSOE |
| 1983-1987 | Francisco Martos Aguilera                    | PSC-PSOE |
| 1987-1991 | Francisco Martos Aguilera                    | PSC-PSOE |
| 1991-1995 | Francisco Martos Aguilera                    | PSC-PSOE |
| 1995-1999 | Francisco Martos Aguilera                    | PSC-PSOE |
| 1999-2003 | Francisco Martos Aguilera                    | PSC-PSOE |
| 2003-2007 | Francisco Martos Aguilera / José Orive Vélez | PSC-PSOE |
| 2007-2011 | José Orive Vélez                             | PSC-PSOE |
| 2011-2015 | José Orive Vélez                             | PSC-PSOE |
| 2015-2019 | José Orive Vélez / Emilio Cordero Soria      | PSC-PSOE |

| Periodo                    | Nombre del alcalde          | Partido político           |
| Restauración Borbónica     |                             |                            |
| -------------------------- | --------------------------- | -------------------------- |
| 1890-1906                  | Francesc Espargaró i Planas | -                          |
| 1906-1910                  | Joan Pous i Roger           | -                          |
| 1910-1916                  | Francesc Botines i Galitó   | -                          |
| 1916-1918                  | Esteve Grau i Montpart      | -                          |
| 1918-1923                  | Jaume Gispert i Cassà       | -                          |
| 1923-1930                  | Miquel Julià i Gorchs       | -                          |
| 1930-1931                  | Jaume Gispert i Cassà       | -                          |
| Segunda República Española |                             |                            |
| 1931-1933                  | Francesc Pous i Gorguí      | Acció Catalana Republicana |
| 1933-1934                  | Josep Gratacòs i Peicasat   | ERC                        |
| 1934-1936                  | Jaume Gispert i Cassà       | -                          |
| 1936                       | Amadeu Facundo i Vidal      | Unió de Rebassaires-PSUC   |
| 1936-1937                  | Antoni Riera i Genevat      | CNT-FAI de Canovellas      |
| 1937-1938                  | Nemesio Sanz i Barrachina   | PSUC                       |
| 1938                       | Francesc Pous i Gorguí      | Acció Catalana Republicana |
| Franquismo                 |                             |                            |
| 1939-1952                  | Isidre Duran i Blanchart    | -                          |
| 1952-1960                  | Ignasi Julià i Argemí       | -                          |
| 1960-1969                  | Felip Argemí i Orriols      | -                          |
| 1969-1979                  | Joan Dordas i Vila          | -                          |

## Resultados electorales

Evolución electoral.

### 1995
| Partido                 | Votos | %     | Regidores |
| ----------------------- | ----- | ----- | --------- |
| PSC-Progrés Municipal   | 4.132 | 63,44 | 13        |
| Convergència i Unió     | 788   | 12,10 | 2         |
| PP                      | 525   | 8,06  | 1         |
| ICV                     | 474   | 7,28  | 1         |
| ERC                     | 272   | 4,18  | 0         |
| Canovelles Unida (EUiA) | 194   | 3,40  | 0         |

### 1999
| Partido               | Votos | %      | Regidores |
| --------------------- | ----- | ------ | --------- |
| PSC-Progrés Municipal | 3.928 | 68,78% | 15        |
| Convergència i Unió   | 518   | 9,07   | 1         |
| PP                    | 491   | 8,60   | 1         |
| EUiA                  | 258   | 4,52   | 0         |
| ERC                   | 243   | 4,25   | 0         |
| ICV                   | 194   | 3,40   | 0         |

### 2003
| Partido               | Votos | %     | Regidores |
| --------------------- | ----- | ----- | --------- |
| PSC-Progrés Municipal | 3.351 | 56,02 | 10        |
| Convergència i Unió   | 808   | 13,51 | 2         |
| ICV-EUiA              | 624   | 10,43 | 2         |
| PP                    | 624   | 10,43 | 2         |
| ERC                   | 495   | 8,27  | 1         |

### 2007
| Partido               | Votos | %     | Regidores |
| --------------------- | ----- | ----- | --------- |
| PSC-Progrés Municipal | 2.816 | 53,89 | 11        |
| Convergència i Unió   | 705   | 13,49 | 2         |
| ICV-EUiA              | 540   | 10,33 | 2         |
| PP                    | 512   | 9,80  | 1         |
| ERC                   | 337   | 6,45  | 1         |
| Ciutadans             | 216   | 4,13  | 0         |

### 2011
| Partido               | Votos | %     | Regidores |
| --------------------- | ----- | ----- | --------- |
| PSC-Progrés Municipal | 2.244 | 40,76 | 9         |
| PP                    | 967   | 17,57 | 3         |
| Convergència i Unió   | 659   | 11,97 | 2         |
| ICV-EUiA              | 636   | 11,55 | 2         |
| PxC                   | 463   | 8,41  | 1         |
| ERC                   | 192   | 3,49  | 0         |
| Ciutadans             | 157   | 2,53  | 0         |

### 2015
| Partido                      | Votos | %     | Regidores |
| ---------------------------- | ----- | ----- | --------- |
| PSC-Progrés Municipal        | 2.465 | 43,52 | 9         |
| Canovelles Canvia-Entesa (*) | 1.031 | 18,20 | 3         |
| Ciutadans                    | 532   | 9,39  | 2         |
| ERC                          | 497   | 8,77  | 1         |
| PP                           | 420   | 7,42  | 1         |
| Convergència i Unió          | 372   | 6,57  | 1         |
| PxC                          | 272   | 4,80  | 0         |

(*) Coalición entre ICV, EUiA y Podemos

## Transporte

### Carreteras
- Autopista C-17: Salida por la Ronda Norte (salida Canovellas) y por la salida Granollers-Canovellas carreteras BV1432 y BV1439.

### Ferrocarril
- Estación de Granollers-Canovellas: línea 3 de Rodalies de Catalunya.